# Otto Kraupp
Otto Kraupp (* 23. Oktober 1920 in Krems; † 9. Februar 1998 in Baden bei Wien) war ein österreichischer Pharmakologe und Hochschullehrer.

## Leben und Wirken
Nach der Matura im Jahr 1938 in Baden promovierte er als Mediziner an der Universität Wien im Jahr 1944 und als Chemiker im Jahr 1952.
Im Jahr 1950 begann er seine Tätigkeit am Wiener Pharmakologischen Institut.
In der experimentellen Pharmakologie und Toxikologie habilitierte er sich im Jahr 1956. Außerordentlicher Professor wurde er 1962 und ordentlicher 1968.
In den Jahren 1967 bis 1971 war er Vorstand des Pharmakologischen Institutes an der Ruhr-Universität Bochum. In den beiden Jahren 1967 und 1968 war er suppl. Leiter des Pharmakologischen Institutes Graz. Ab 1971 war er bis 1992 Vorstand des Wiener Pharmakologischen Institutes.
An der Medizinischen Fakultät in Wien war er lange Jahre Prodekan, Dekan und Prädekan.
Für die mehr als 200 wissenschaftlichen Publikationen wurde Kraupp auch Mitglied der Österreichischen Akademie der Wissenschaften und Mitglied der Deutschen Akademie der Naturforscher Leopoldina. Bei der Wiener Klinischen Wochenschrift war er 25 Jahre lang verantwortlicher Redakteur. Auch im obersten Sanitätsrat hatte er seinen Sitz.  Mitgewirkt hat er auch am österreichischen Arzneimittelgesetz.

## Auszeichnung
- 1973: Wilhelm-Exner-Medaille
- 1990: Ehrensenator der Universität Wien
- 1991: Wissenschaftspreis des Landes Niederösterreich

## Würdigung
Die Gesellschaft der Ärzte in Wien vergibt jährlich seit 1999 den Otto-Kraupp-Preis für die beste an einer österreichischen Universität angenommene medizinische Habilitation.